# Trésor de Guelma
Le trésor de Guelma est un trésor monétaire découvert en 1953 dans la ville de Guelma (ancienne Calama), dans le nord-est de l’Algérie. Il se compose de 7 499 monnaies en bronze datées de la période impériale romaine, et constitue un témoignage précieux de la circulation monétaire dans la région entre le règne d’Auguste et celui de l’impératrice Salonine.

## Découverte
Le trésor a été découvert en 1953 à Guelma, lors de travaux de fondation. Des ouvriers mirent au jour un mur romain, des fragments de mosaïque, ainsi qu'un amas de 158 kg de monnaies en bronze, enfouies sans contenant. Considérant l’absence de tout récipient ou dispositif de stockage, Robert Turcan avance l'idée que les monnaies ont été versées en vrac et à la hâte dans une cavité du sol, probablement un ancien puits. De son côté, Raymond Bogaert pense que les monnaies avaient été déposées dans un sac de toile qui s'est entièrement décomposé avec le temps, ne laissant aucune trace visible lors de la découverte. Le site, peu étudié, fut identifié en première analyse comme une villa romaine, le mur ayant peut-être servi de repère pour le propriétaire du dépôt soucieux de le retrouver.
La fouille fut dirigée par le conservateur du musée de Guelma, qui en réalisa un premier inventaire. Les monnaies furent ensuite transportées à Musée Stéphane Gsell à Alger et confiées à l’archéologue Robert Turcan, qui en établi le catalogue en 1957. Finalisé en 1958, ce travail ne fut imprimé qu'en 1963, avec le soutien du ministre algérien de l'éducation, dirigé alors par Abderrahmane Benhamida, et publié en 1965.

## Description
Le trésor comprend un ensemble homogène de monnaies romaines en bronze, couvrant une période d'environ trois siècles, depuis le règne d’Auguste (27 av. J.-C. – 14 apr. J.-C.) jusqu'à celui de Salonine (254 – 268 apr. J.-C.). 
Les monnaies sont majoritairement des sesterces (7 486 exemplaires), auxquels s'ajoutent deux dupondius et sept as, ainsi que quelques monnaies indéterminées. Cette composition indique une forte représentation des dénominations de grande taille, utilisées dans les transactions courantes au sein de l'empire romain,.
| Valeur faciale | Nombre               | Pourcentage | Valeur intrinsèque (en as) |
| -------------- | -------------------- | ----------- | -------------------------- |
| Sesterces      | 7 486                | 99,8 %      | 4                          |
| Dupondius      | 2                    | < 0,1 %     | 2                          |
| As             | 7                    | 0,1 %       | 1                          |
| Indéterminées  | quelques exemplaires | –           | Inconnue                   |

Les 7 499 monnaies couvrent les règnes d’environ quarante empereurs, de l'époque julio-claudienne à la crise du troisième siècle. Deux règnes se détachent nettement par leur abondance; celui de Sévère Alexandre (1 276 monnaies) et celui de Gordien III (1 428 monnaies). À l'opposé, plusieurs empereurs ne sont représentés que par une seule pièce, comme Auguste, Galba ou Pertinax,.
| Empereur / Impératrice | Règne                        | Nombre de monnaies | Observations                                                            |
| ---------------------- | ---------------------------- | ------------------ | ----------------------------------------------------------------------- |
| Auguste                | −27 av. J.-C. – 14 ap. J.-C. | 1                  | as                                                                      |
| Galba                  | 68–69                        | 1                  |                                                                         |
| Vespasien              | 69–79                        | 1                  |                                                                         |
| Titus                  | 79–81                        | 4                  |                                                                         |
| Domitien               | 81–96                        | 9                  |                                                                         |
| Nerva                  | 96–98                        | 4                  |                                                                         |
| Trajan                 | 98–117                       | 61                 |                                                                         |
| Hadrien                | 117–138                      | 265                | dont 3 as                                                               |
| Sabine                 | vers 117–136                 | 16                 | Épouse d’Hadrien                                                        |
| Aelius César           | 136–138                      | 7                  | César désigné, fils adoptif d'Hadrien                                   |
| Antonin le Pieux       | 138–161                      | 346                | dont 1 dupondius                                                        |
| Faustine Ire           | † vers 140                   | 124                | Épouse d’Antonin                                                        |
| Marc Aurèle            | 161–180                      | 374                | dont 2 as et 1 dupondius                                                |
| Faustine II            | † 175                        | 185                | Épouse de Marc Aurèle                                                   |
| Lucius Aurelius Verus  | 161–169                      | 31                 | dont 1 as                                                               |
| Lucilla                | † vers 182                   | 103                | Épouse de Lucius Aurelius Verus                                         |
| Commode                | 180–192                      | 256                |                                                                         |
| Bruttia Crispina       | répudiée 188                 | 37                 | Épouse de Commode                                                       |
| Pertinax               | 193                          | 1                  |                                                                         |
| Didius Julianus        | 193                          | 1                  |                                                                         |
| Manlia Scantilla       | 193                          | 1                  | Épouse de Didius Julianus                                               |
| Didia Clara            | 193                          | 1                  | Fille de Didius Julianus                                                |
| Clodius Albinus        | 195–197                      | 1                  | César puis usurpateur                                                   |
| Septime Sévère         | 193–211                      | 1                  |                                                                         |
| Julia Domna            | † 217                        | 1                  | Épouse de Septime Sévère                                                |
| Caracalla              | 198–217                      | 1                  | + 1 provincial (Apollonie d’Illyrie)                                    |
| Geta                   | 209–211                      | 1                  |                                                                         |
| Macrin                 | 217–218                      | 2                  |                                                                         |
| Diaduménien            | 218                          | 1                  | César                                                                   |
| Héliogabale            | 218–222                      | 1                  |                                                                         |
| Julia Soaemias         | † 222                        | 1                  | Mère de Héliogabale                                                     |
| Julia Paula            | 219–220                      | 1                  | Première épouse de Héliogabale                                          |
| Julia Aquilia Severa   | 220–222                      | 1                  | Épouse de Héliogabale                                                   |
| Julia Maesa            | † 224                        | 1                  | Grand-mère de Héliogabale                                               |
| Sévère Alexandre       | 222–235                      | 1                  |                                                                         |
| Orbiane                | 225–227                      | 1                  | Épouse de Sévère Alexandre                                              |
| Julia Mamaea           | † 235                        | 1                  | Mère de Sévère Alexandre                                                |
| Maximin Ier le Thrace  | 235–238                      | 1                  |                                                                         |
| Maximus César          | 236–238                      | 1                  | Fils de Maximin Ier le Thrace                                           |
| Caecilia Paulina       | † avant 235                  | 5                  | Épouse de Maximin Ier le Thrace                                         |
| Gordien Ier            | 238                          | 5                  |                                                                         |
| Gordien II             | 238                          | 4                  |                                                                         |
| Maxime Pupien          | 238                          | 29                 |                                                                         |
| Balbin                 | 238                          | 20                 |                                                                         |
| Gordien III            | 238–244                      | 1 428              |                                                                         |
| Philippe l’Arabe       | 244–249                      | 714                |                                                                         |
| Philippe II            | 247–249                      | 149                | Fils de Philippe l'Arabe                                                |
| Marcia Otacilia Severa | vers 244–249                 | 160                | Épouse de Philippe l'Arabe                                              |
| Trajan Dèce            | 249–251                      | 211                |                                                                         |
| Herennia Etruscilla    | vers 249–251                 | 72                 | Épouse de Trajan Dèce                                                   |
| Herennius Etruscus     | 251                          | 23                 |                                                                         |
| Hostilien              | 251                          | 38                 |                                                                         |
| Trébonien Galle        | 251–253                      | 189                |                                                                         |
| Volusien               | 251–253                      | 141                | Fils de Trébonien Galle                                                 |
| Émilien                | 253                          | 7                  |                                                                         |
| Valérien               | 253–260                      | 63                 |                                                                         |
| Mariniane              | † vers 253                   | 346                | Épouse de Valérien                                                      |
| Gallien                | 253–268                      | 455                |                                                                         |
| Salonine               | † 268                        | 54                 | Épouse de Gallien                                                       |
| Inconnus / illisibles  | –                            | 2                  | Monnaies totalement indéterminables                                     |
| Revers incertains      | –                            | 873                | Voir tableau ci-dessous                                                 |
| Monnayage provincial   | –                            | 2                  | Caracalla (Apollonie d'Illyrie)                                         |
| Total général          | –                            | 7 499              | Dont 7 486 sesterces, 2 dupondius, 7 as, 2 illisibles et 2 provinciales |

Cette concentration sur certains règnes indique probablement des phases de thésaurisation correspondant à des périodes d'instabilité ou de transition politique. Les monnaies plus anciennes ont souvent été conservées en moindre quantité ou éliminées de la circulation par l'usure.
L'état de conservation des pièces est très variable. Environ 873 monnaies (soit un peu plus de 10 %) sont jugées illisibles ou difficilement interprétables, en raison de l'usure ou de la corrosion. Toutefois, les monnaies du IIIe siècle sont remarquablement bien conservées, ce qui suggère qu'elles ont moins circulé et ont été enterrées plus tôt après leur émission, donc exposées moins longtemps aux dégradations mécaniques ou climatiques.
| Empereur / Impératrice | Règne        | Nombre de monnaies |
| ---------------------- | ------------ | ------------------ |
| Hadrien                | 117–138      | 259                |
| Marc Aurèle            | 161–180      | 167                |
| Antonin le Pieux       | 138–161      | 157                |
| Commode                | 180–192      | 124                |
| Trajan                 | 98–117       | 59                 |
| Faustine l'Ancienne    | † vers 140   | 34                 |
| Lucille                | † vers 182   | 15                 |
| Sabine                 | vers 117–136 | 10                 |
| Faustine la Jeune      | † 175        | 10                 |
| Domitien               | 81–96        | 8                  |
| Bruttia Crispina       | répudiée 188 | 6                  |
| Julia Domna            | † 217        | 5                  |
| Septime Sévère         | 193–211      | 5                  |
| Titus                  | 79–81        | 4                  |
| Lucius Aurelius Verus  | 161–169      | 4                  |
| Galba                  | 68–69        | 1                  |
| Vespasien              | 69–79        | 1                  |
| Nerva                  | 96–98        | 1                  |
| Total                  | –            | 873                |

## Interprétation historique
La composition du trésor, sa concentration sur certains empereurs et l'excellent état de conservation d'une partie des monnaies suggèrent une thésaurisation volontaire, peut-être en réponse à des incertitudes politiques ou économiques. Le dépôt pourrait être lié à un conflit, à une fuite ou à une tentative de protection de capitaux par un particulier, un commerçant ou un officier romain.
Sa découverte à l'antique Calama, ville prospère de la province d'Afrique romaine atteste de l'importance de cette cité dans les réseaux économiques de la région.